# Systemy irygacyjne afladż w Omanie
Systemy irygacyjne afladż – system podziemnych kanałów nawadniających (kanatów) w Omanie. Pięć z ponad 3 tysięcy działających systemów tego typu zostało wpisanych na listę światowego dziedzictwa UNESCO. Systemy te funkcjonują od V w. n.e., czerpiąc wodę z głębokich podziemnych źródeł i rozprowadzając ją podziemnymi kanałami na pola uprawne dzięki sile grawitacji. Oprócz samych systemów irygacyjnych, na listę wpisane są też powiązane z nimi struktury, jak wieże wartownicze, budowane dla ich obrony, a także domy, meczety, zegary słoneczne itp. Ze względu na stały niedobór wody w Omanie, jej podział stanowił podstawę bytu całych społeczności, które musiały dostosować sposób zarządzania ziemią do warunków klimatycznych.
Systemy irygacyjne są kluczowym elementem umożliwiającym przeżycie w warunkach niedoboru wody. Podziemne systemy, zwane kanatami, pobierające wodę z podziemnych warstw wodonośnych i transportujące ją nierzadko na wiele kilometrów, wymagały wielkich nakładów i specjalistycznej wiedzy. W ich budowę, użytkowanie i zarządzanie zaangażowane więc były całe społeczności. Kanaty najprawdopodobniej po raz pierwszy powstały w Iranie w I tysiącleciu p.n.e., niemniej niewykluczone jest także, że wynaleziono je w wielu miejscach niezależnie. Jako jedną z potencjalnych pierwotnych lokalizacji wymienia się także Oman. Według hipotezy o rozpowszechnieniu się kanatów z Iranu, technologia ta miała dotrzeć na południowe brzegi Zatoki Perskiej w VI w. p.n.e. Oman do dziś należy do krajów najintensywniej wykorzystujących takie systemy nawadniania.
Afladż to liczba mnoga od faladż, które wywodzi się od czasownika faladża oznaczającego „rozdzielać”. Systemy irygacyjne należą do państwa (rzadko) lub prywatnych właścicieli. W przypadku małych systemów, właścicielem może być pojedyncza rodzina, ale najczęściej kanał ma wielu współwłaścicieli. Każdy z nich ma określone prawo do wody: publiczne (do picia, mycia, pojenia zwierząt) i prywatne (do nawadniania pól). Możliwe są różne kombinacje własności i użytkowania wody i ziemi: można być właścicielem obydwu, właścicielem jednego z dóbr, a dzierżawcą drugiego, lub dzierżawić obydwa.
W Omanie udziałowcy na ogół rekomendują nadzorcę, wakila (którego potem mianuje lokalny szejk), odpowiedzialnego za zarządzanie całym systemem. Ma on do pomocy zazwyczaj dwóch pomocników (arif), jednego od prac nadziemnych, a drugiego – podziemnych, bankiera (kabid) i wyspecjalizowanych robotników. Bankier zarządza finansami przedsięwzięcia, arifowie są odpowiedzialni m.in. za właściwy podział wody, w zależności od posiadanych udziałów.
Udziały (zazwyczaj niezmienne) dzielone są proporcjonalnie do posiadanej ziemi i wkładu wniesionego w budowę systemu. Udziały mają postać prawa do poboru wody, wyrażanego w czasie poboru (mierzonego w okresach długich, dwunastogodzinnych i krótkich, półgodzinnych) oraz częstotliwości poboru wody (przykładowo, raz na 5 dni lub raz na 10 dni). Czas poboru może się różnić w zależności od pory roku, rozróżnia się też pobór nocny i dzienny. Tradycyjnie do pomiaru czasu i wyznaczania cykli używało się wodnych klepsydr i zegarów słonecznych, obecnie zastąpionych nowoczesnymi zegarkami.
Między 1997 a 1999 rokiem omańskie ministerstwo środowiska i zasobów wodnych przeprowadziło spis istniejących systemów irygacyjnych, który wykazał, że w Omanie istnieje 4112 afladżów, z których 3017 wciąż działa. Kolejny spis wykazał, że w 2001 roku łączna długość nadziemnych i podziemnych kanałów wynosiła 2900 km; nawadniały one 17 600 ha pól. W zależności od wykorzystywanego źródła wody, systemy te dzieli się na trzy typy, zwane lokalnie:
- ghajli – powierzchniowe kanały irygacyjne, odprowadzające wodę z rzeki lub uedu (49% wszystkich kanałów w Omanie, 54% z wyschniętych)
- ajni – naziemne lub podziemne kanały odbierające wodę ze źródła powierzchniowego i transportujące ją do miejsca przeznaczenia (28% wszystkich kanałów, 15% z wyschniętych)
- dawudi – czyli kanaty: podziemne kanały odbierające wodę z podziemnej studni wpuszczonej w warstwę wodonośną (23% wszystkich kanałów, 31% z wyschniętych)[6].

Z pięciu wpisanych na listę UNESCO systemów irygacyjnych, cztery są podziemne (dawudi), a jeden czerpie ze źródła powierzchniowego (ajni). Wybrane systemy to: Faladż Daris i Faladż al-Chatmajn (wilajet Nizwa), Faladż al-Malaki (wilajet Izki, oba w prowincji Ad-Dachilijja), Faladż al-Mujassar (wilajet Ar-Rustak, prowincja Dżanub al-Batina) i Faladż al-Dżajla (wilajet Sur, Prowincja Południowo-Wschodnia).